# Distrito de Chacoche
El distrito Chacoche es uno de los nueve que conforman  la Provincia de Abancay, ubicada en el departamento de Apurímac, bajo la administración del Gobierno regional de Apurímac, en el sur del Perú.
Desde el punto de vista jerárquico de la Iglesia católica forma parte de la Diócesis de Abancay la cual, a su vez, pertenece a la Arquidiócesis de Cusco.

## Toponimia
Posible procedencia del verbo quechua regional chakuy → rodeo y captura de camélidos silvestres.

## Geografía
Ubicado en los 13° 57' 00" de latitud sur y 72° 59' 42" de latitud oeste, a 3.433 m s. n. m.

## Autoridades
- Autoridades Municipales  2023-2026:

```
 Alcalde sr. Guido Alata Suel.
 
1.
er
 Regidor srta. Yesica Quispe Cayllahua 
 2.º. Regidor sr. Juan Cayllahua Roman
 
3.
er
. Regidor srta. Liliana Utani Cayllahua
 4.º. Regidor sr. Efraín Salazar Moreano
 5.º. Regidor sr. Plácido Salazar Castillo
```

### Municipales
- 2011-2014:[4]
- Alcaldes desde su creación:
- Soledad samanez de tamayo: fue la primera autoridad edilicia que se hizo cargo de chacoche, desde el año 1962 hasta el año 1965, con quien comenzó a implementar las autoridades locales y su organización a nivel de anexos.
- Andrés Sánchez cartagena: fue la segunda autoridad edilicia con quien se abrió muchas calles desde 1966 hasta el año 1969.
- sr. Sebastián Gonzales : periodo desde 1970 hasta el año de 1973.
- sr. Sebastián Gonzales : segundo periodo de 1974 hasta el año de 1977.
- sr. Víctor Pareja Juro: periodo desde el año 1978 hasta el 1981
- sr. Braulio González Barrientos: del año de 1981 al año 1982
- sr. pedro Quispe Villarroel: fue del 1983 hasta el año 1986
- sr. Carlos Robles truevas: fue del año 1987 hasta el año 1991
- sr. claudio tomaylla: fue del año 1991 hasta 1992
- sr. pedro quispe villarroel: fue del año 1993 hasta el año 1995
- sr. apolinario cconislla truevas: fue del año 1996 hasta el año 2000
- sr. Manuel Crucinta Achulli: fue del año 2003 hasta el año 2006
- sr. Martin Puma Cayllahua: periodo del año 2007 hasta el año 2010
- sr. Carlos Utani Castillo periodo del año 2011 al 2014.
- sr. Julián Romero Castillo
- sr. Juvenal Camacho Quispe periodo del año 2019-2022
- sr. Guido Alata Suel  periodo del año 2023-2026

## Festividades
- San Marcos.Fiesta del Anexo de Aclluta en el mes de abril
- San Juan. Fiesta del Anexo de Itahui 24 de junio
- Santa Cruz. Fiesta de la Cruz en el Distrito de Chacoche cada 3 de mayo
- Patrón Santiago.Fiesta Patronal del Distrito de Chacoche 25 de julio
- Santa Clara.Fiesta Patronal del Distrito de Chacoche 12 de agosto
- Santa Rosa. El 30 de agosto en el Anexo de Anchicha y en el Centro Poblado de Casinchihua
- Virgen de las Nieves. El 5 de agosto en el Centro Poblado de Casinchihua
- Santo Domingo.Fiesta del Anexo de Acco 4 de agosto
- Señor de Huanca.Fiesta Mollebamba 14 de setiembre